# Baptisia simplicifolia
Baptisia simplicifolia là một loài thực vật có hoa trong họ Đậu. Loài này được Croom miêu tả khoa học đầu tiên.